# Церковь Святого Геворга (Артик)
Церковь Святого Геворга (арм. Սուրբ Գևորգ եկեղեցի; Сурб Аствацацин) — армянская церковь, основанная около VII века, располагающаяся в городе Артик Ширакской области Армении.

## История
Поселение Артик – одно из старейших и самых известных мест в Армении. Об этом свидетельствуют сохранившиеся на его территории многочисленные памятники, занимающие особое место в средневековой архитектуре Армении.
Точная дата постройки церкви неизвестна. Судя по планировке и архитектурному стилю она была построена в VII веке. Рядом в несколько десятках метров располагается церковь Пресвятой Богородицы.
Также как и церковь Пресвятой Богородицы, церковь Святого Геворга реставрируется. На это затрачены средства как местных жителей Артика, так и благотворителя, внёсшего существенную сумму на выполнение работ.

## Устройство церкви
Церковь имеет крестообразную планировку и является центрально-купольным сооружением. С западной и южной сторон располагаются входы. На восточной апсиде находятся квадратные ризницы с обоих её сторон. На другой апсиде располагаются три окна. Западный и северный фасады похожи, а на их углах имеются декоративные пилястры. Церковь выполнена из тёсаного камня местного розового туфа. 

## Галерея

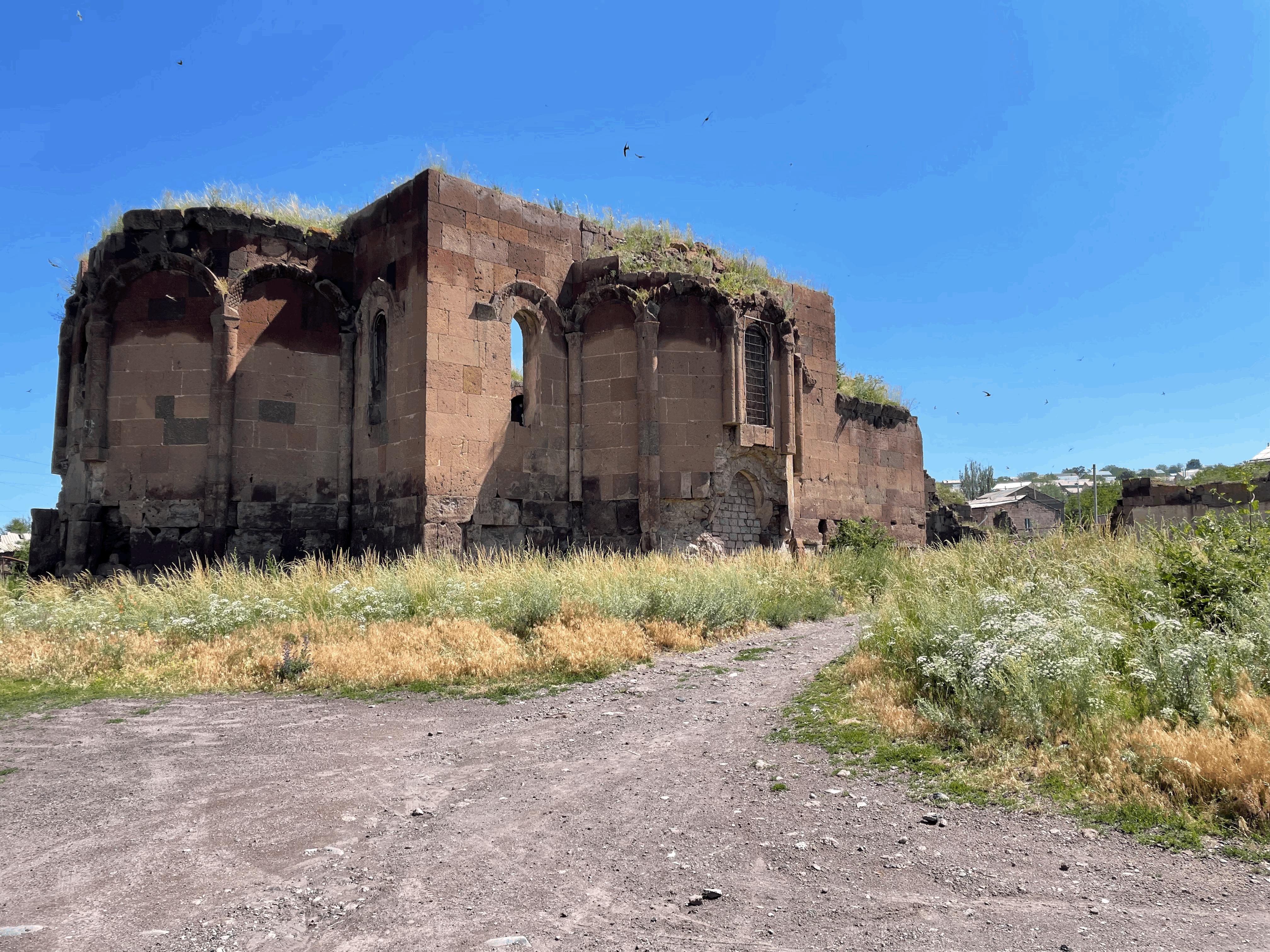
Останки церкви
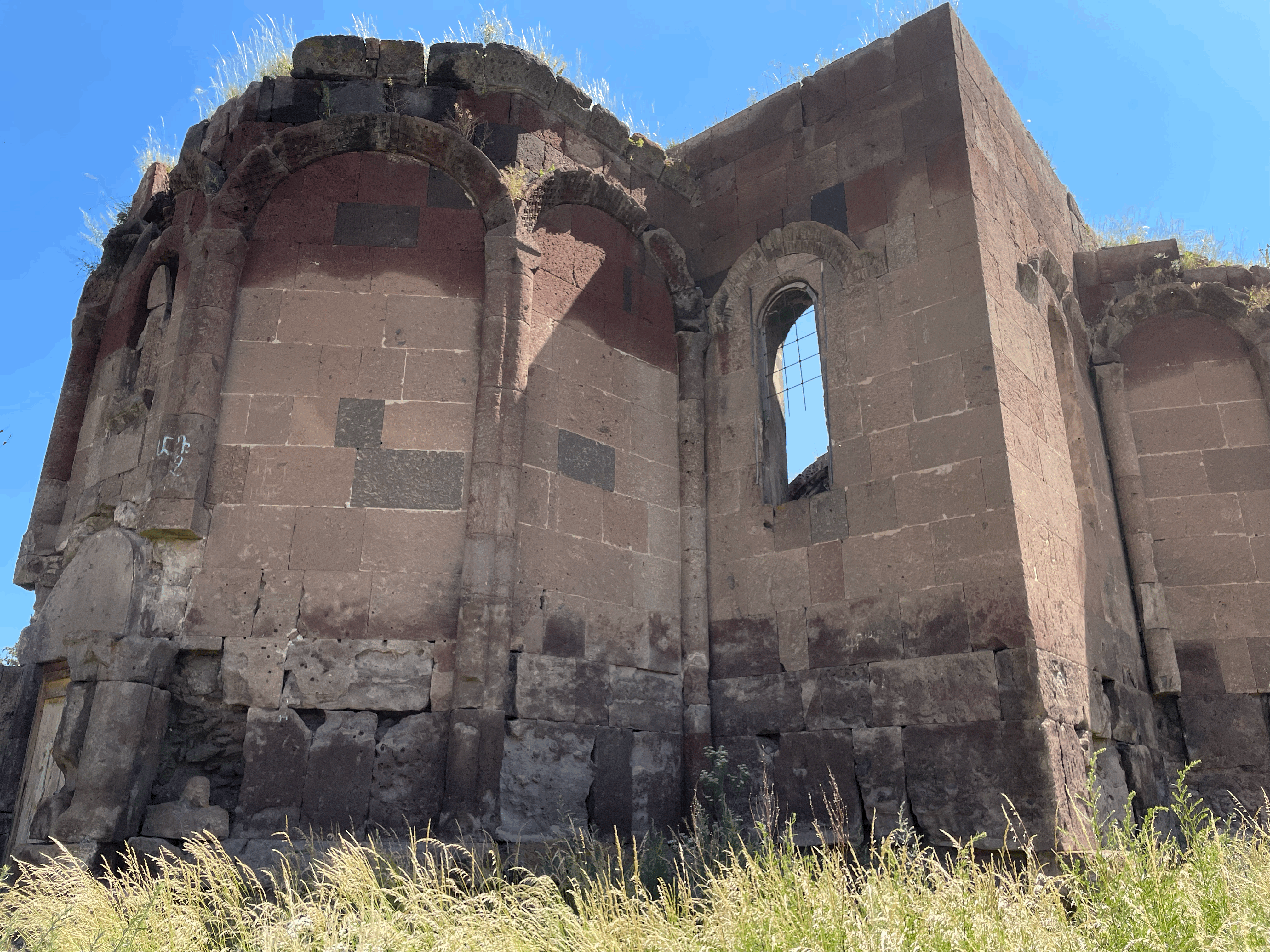
Останки церкви
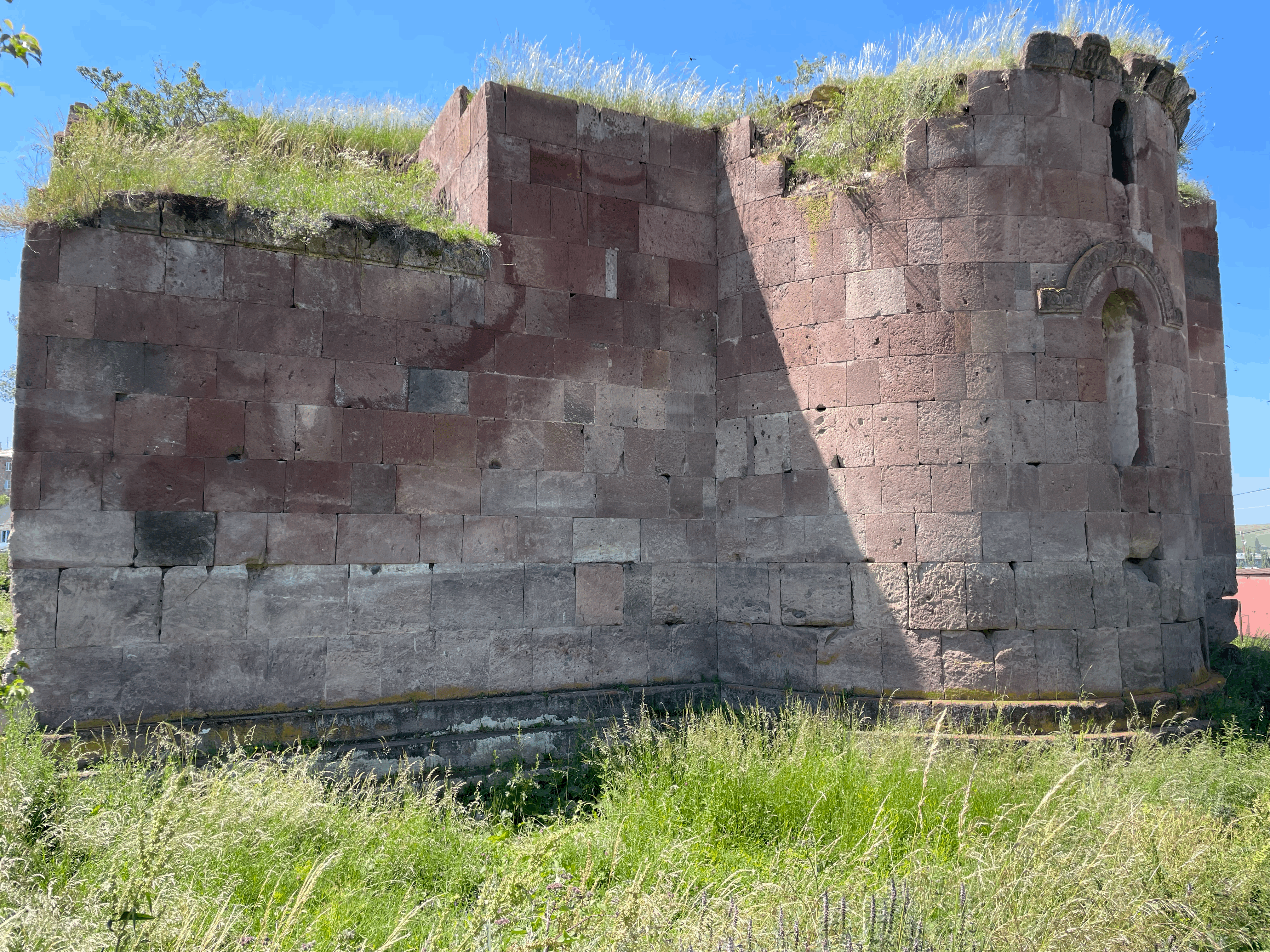
Останки церкви
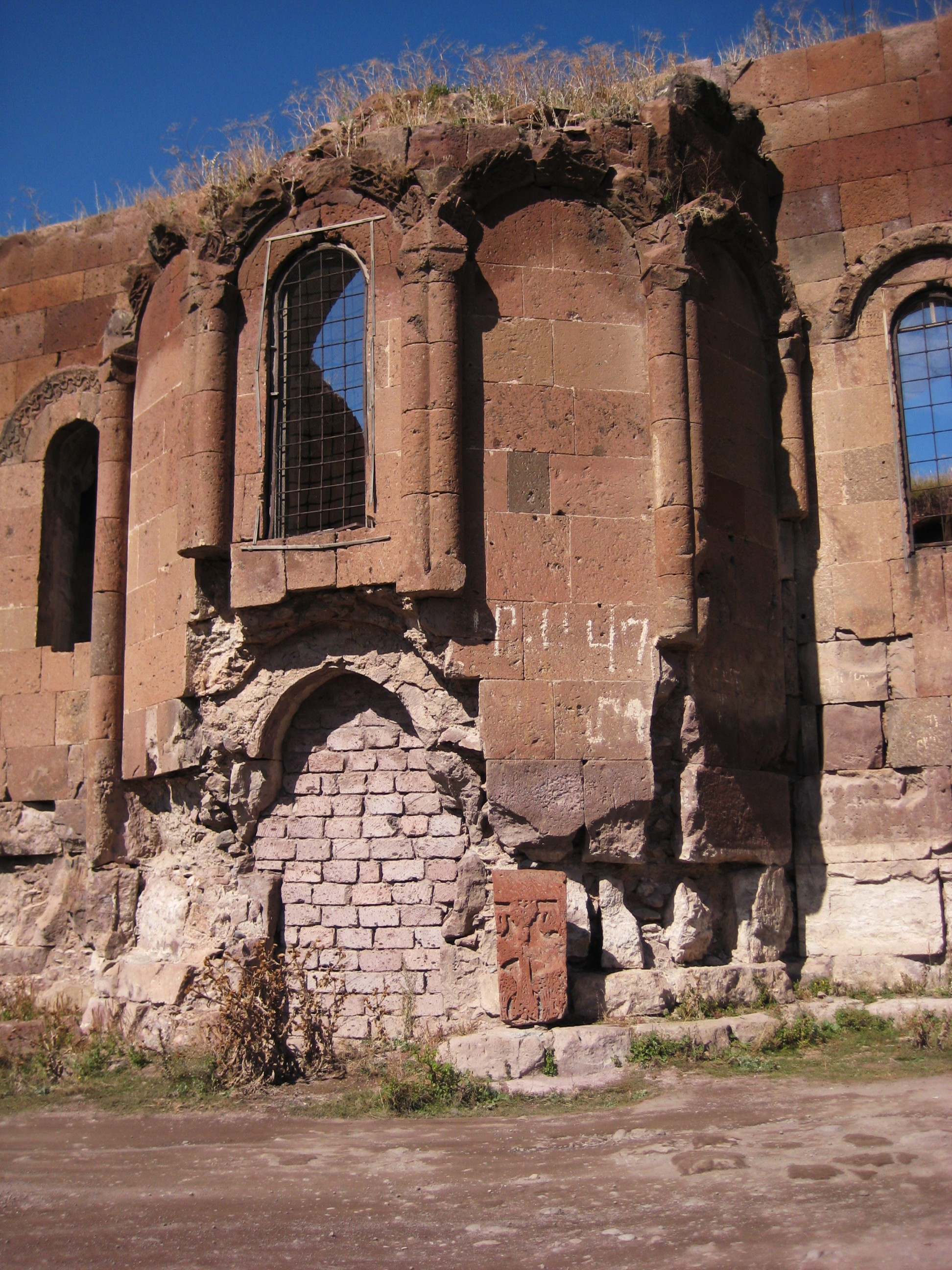
Останки церкви
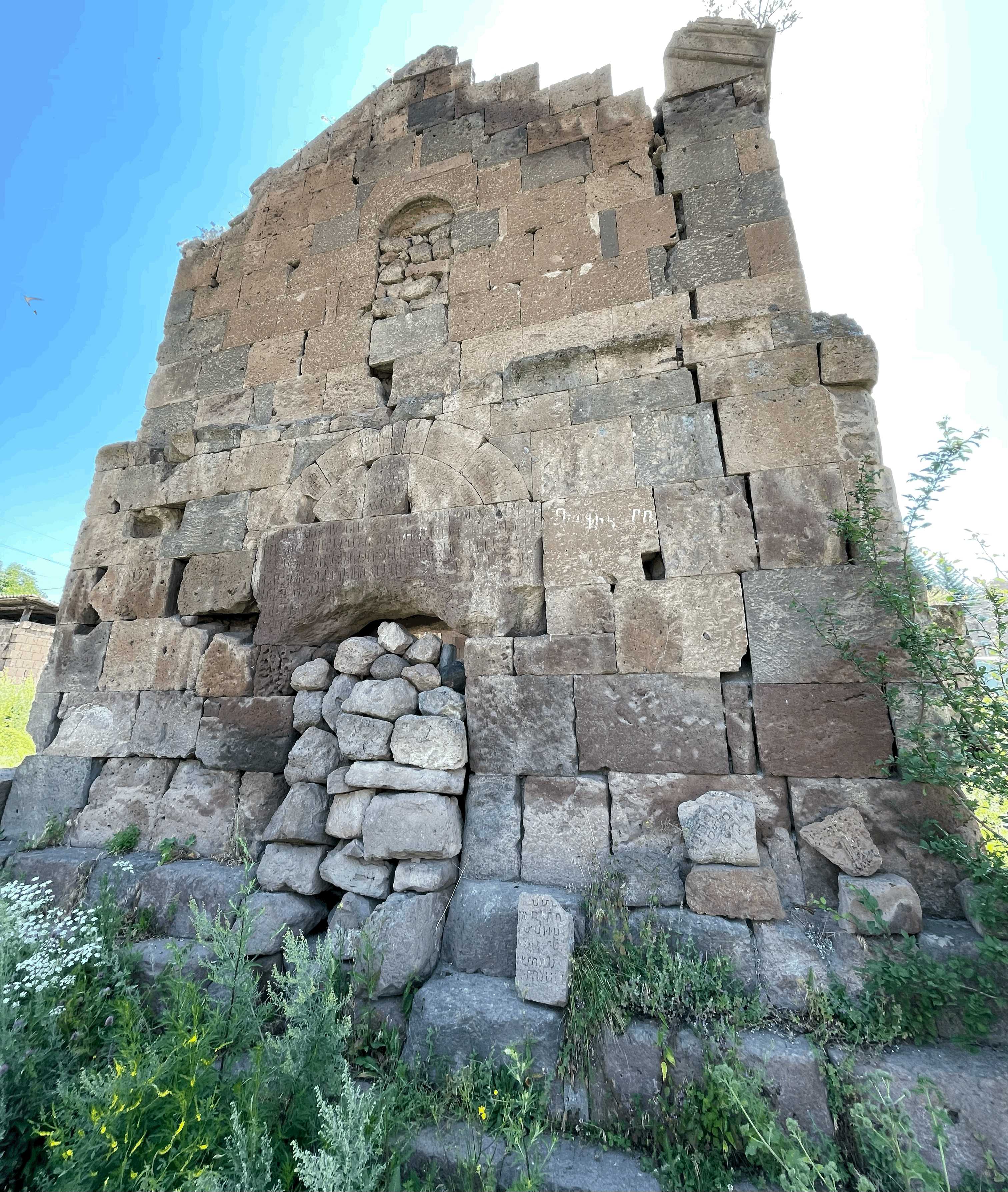
Останки церкви
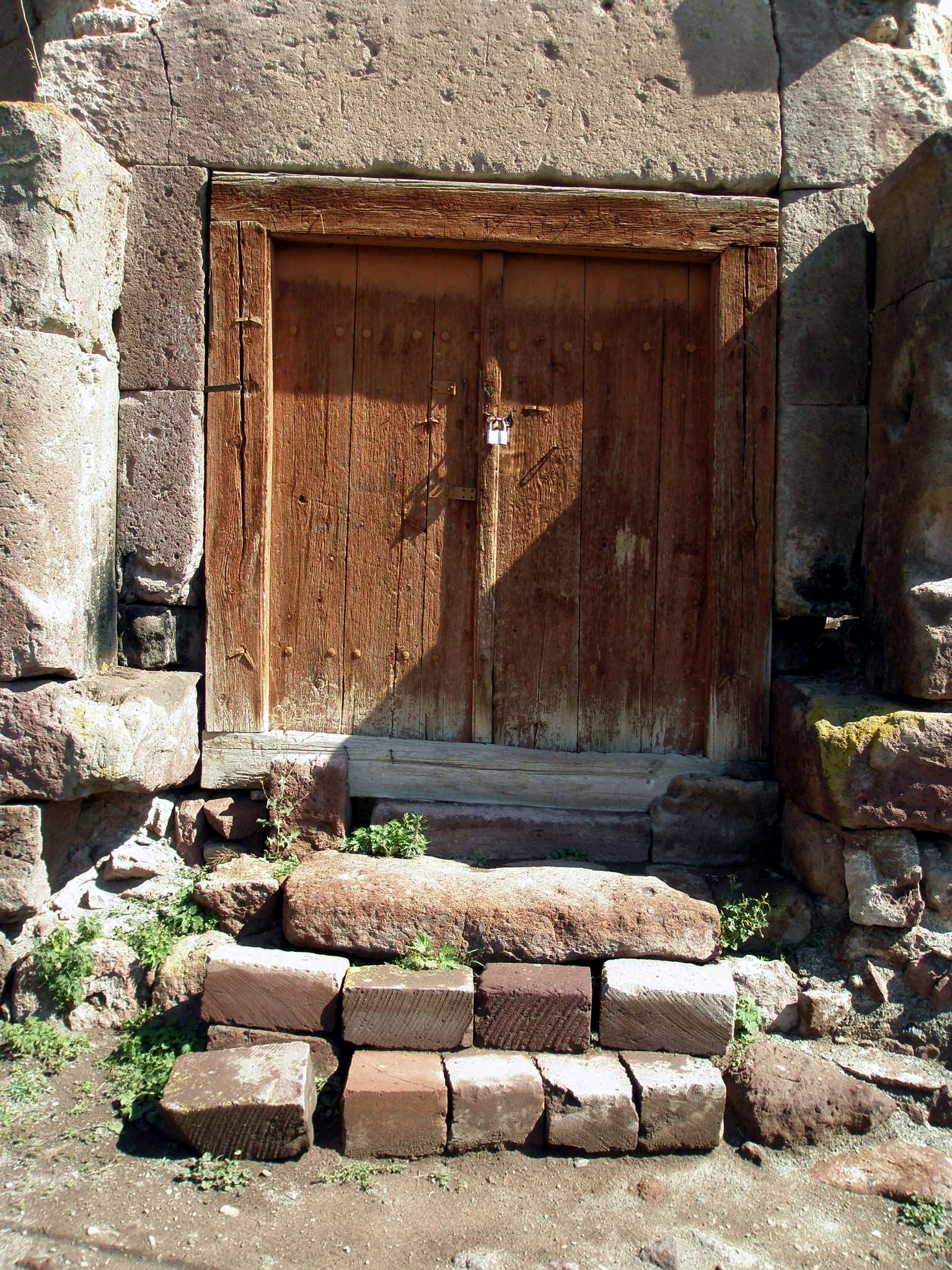
Вход в церковь
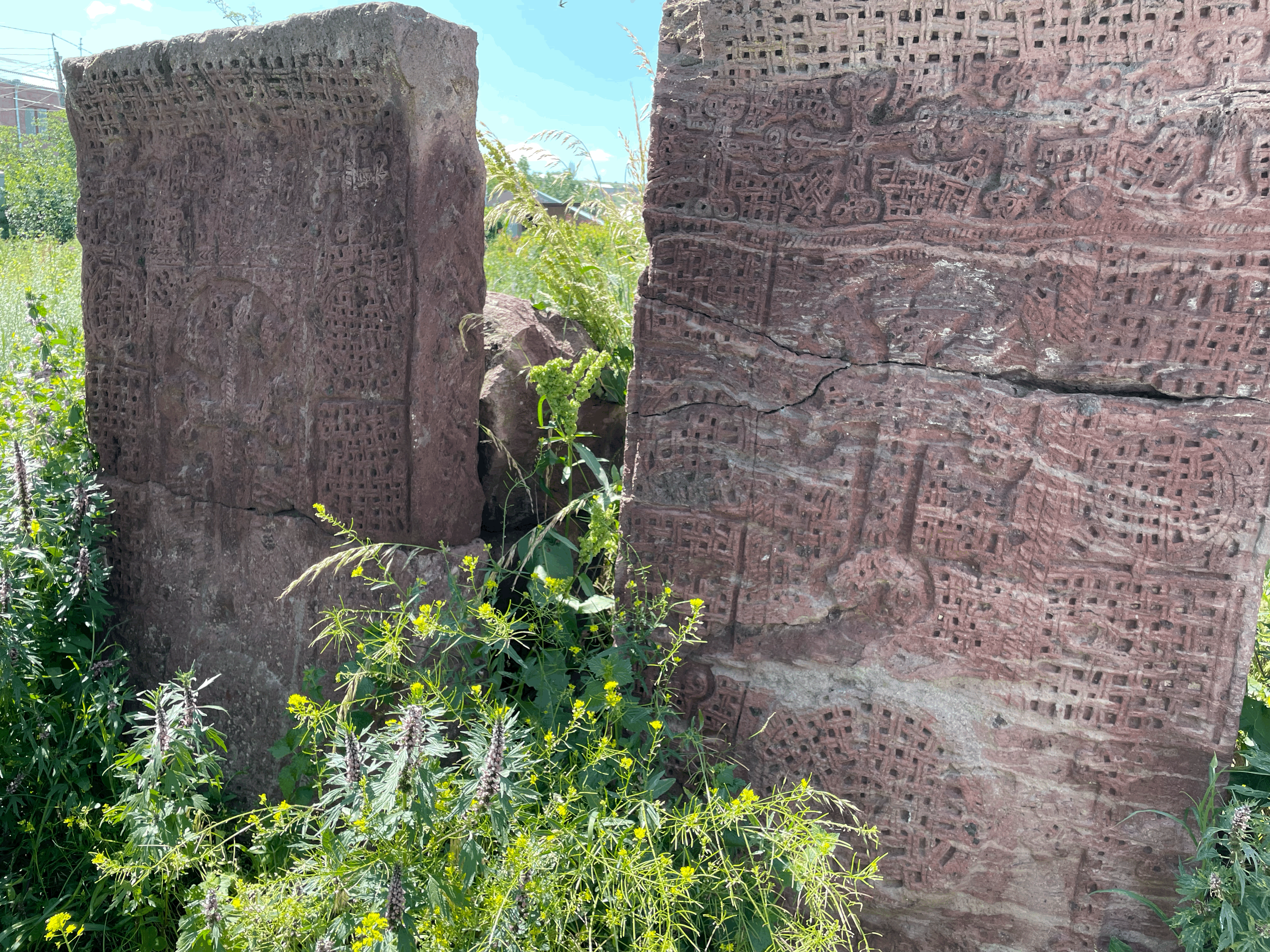
Хачкары
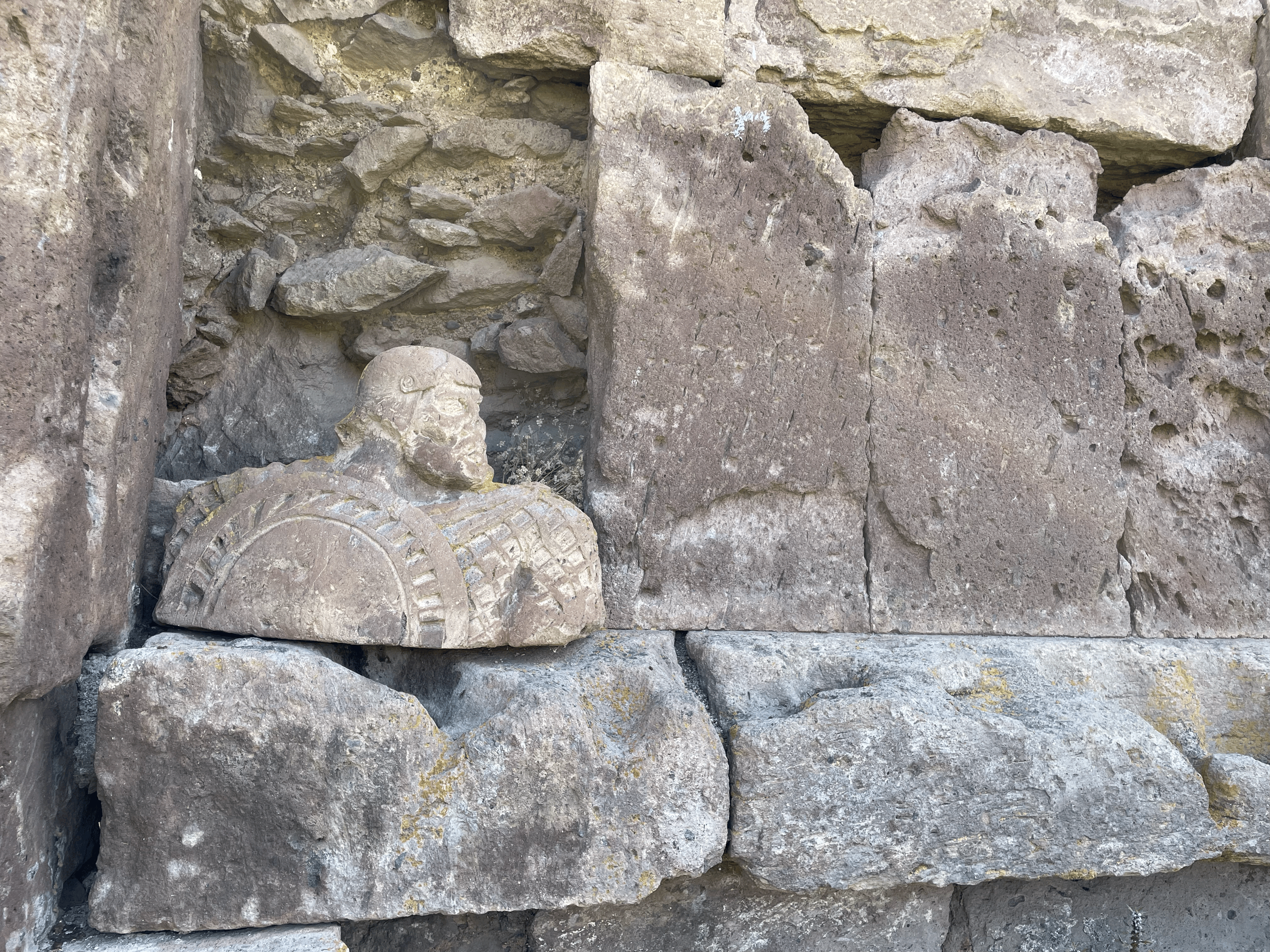
Каменная фигура